# 太田善郎
太田 善郎（おおた よしろう）は、日本の医師、医学者。熊本県出身。

## 経歴
熊本県立玉名高等学校、九州大学医学部卒業。九州大学大学院修了（医学系・内科）。
九州大学医学部講師、愛媛大学医学部助教授、佐賀県立病院・内科医長などを経て佐賀県立病院の10代目院長（好生館館長）に就任した。
その後、国際医療福祉大学リハビリテーション学部長・教授などを歴任し、現在は藤井整形外科の介護老人保健施設の施設長を務めている。